# Progetto di attentati in Europa del 2010
Il progetto di attentati in Europa del 2010 si riferisce a un presunto piano della sezione pakistana di al-Qāʿida di lanciare attacchi terroristici in Francia, Gran Bretagna e Germania. L'esistenza del piano fu rivelata nel tardo settembre 2010, dopo il suo smantellamento da parte delle agenzie di sicurezza.

## Il piano
L'esistenza del piano d'attacchi fu rivelata da diverse fonti mediatiche, incluso Sky News il 28 settembre 2010. Ufficiali d'intelligence dichiararono che il piano fu ordinato da Osama bin Laden stesso. L'idea era di produrre attacchi similari a quelli del 26 novembre 2008 a Mumbai, ma attraverso una cooperazione tra servizi di sicurezza tedeschi, francesi, inglesi e statunitensi il piano fu sgominato.
Secondo Der Spiegel, la prima notizia dell'esistenza del piano fu data da Ahmad Siddiqui, un trentaseienne tedesco di origini pakistane da Amburgo, detenuto dalle autorità nel luglio 2010, quando cercò di prendere un volo da Kabul diretto in Europa. Egli sarebbe stato membro del movimento Islamico dell'Uzbekistan, e si sarebbe addestrato in Pakistan, sotto la copertura dell'organizzazione jihadista nota come rete Haqqani. Siddiqui è attualmente in custodia delle forze NATO all'aeroporto di Bagram.
I tedeschi musulmani sospettati d'esser stati partecipi al piano sarebbero stati frequentatori della moschea Taiba di Amburgo, luogo passato agli occhi dei servizi di sicurezza perché in passato frequentata dagli attentatori dell'11 settembre 2001. Alla luce dei nuovi collegamenti con il terrorismo, il luogo di culto fu definitivamente chiuso dalle autorità tedesche nell'agosto 2010.
Un ufficiale dell'intelligence pakistana confermò che al centro del piano dominavano 10 figure di rilievo: 8 tedeschi e 2 fratelli britannici. Nascosti nel nord dello Waziristan, erano già da tempo monitorati da Pakistan, Germania e Gran Bretagna.

## Risposta

### Aumento degli attacchi dei droni
Gli Stati Uniti risposero al progetto terroristico con un aumento delle attività dei droni nella regione dello Waziristan, in Pakistan. Nel settembre 2010 partì un'offensiva con 22 attacchi con droni. Il 4 ottobre 2010, in un altro attacco aereo furono uccidi 8 cittadini tedeschi sospettati d'aver fatto parte del piano terroristico.